# Пузата Хата
Пузата Хата (основана 2003.) (укр. Пузата Хата) је ланац ресторана украјињске народне кухиње, који се налази у великим градовима Украјине.

## Врста јела
За разлику од ланаца брзе прехране, Пузата Хата нуди јела украјинске народне кухиње; квас, боршч, пироги и разне салате, укупно око 300 различитих јела.

## Локација
Пузата Хата се налази у градовима:
- Кијев — 20
- Дњепр — 9
- Лавов — 4
- Одеса — 2
- Запорожје — 2
- Харков — 1 (прије 2)
- Полтава — 2
- Ровно — 2
- Николаев — 1
- Ивано-Франковск — 1
- Черновци — 1
- Виница — 1

## Промет
Сваки месец Пузата Хата има око 2 милиона посетитеља. 50% су редовни гости.
- Пузата Хата у Кијеву
- мену (Лавов)